# Agapanthia nigriventris
Agapanthia nigriventris là một loài bọ cánh cứng trong họ Cerambycidae.